# Гулівська сільська рада
Гулі́вська сільська́ ра́да — адміністративно-територіальна одиниця та орган місцевого самоврядування в Барському районі Вінницької області. Адміністративний центр — село Гулі.

## Загальні відомості
- Територія ради: 4,126 км²
- Населення ради: 1 048 осіб (станом на 2001 рік)

## Населені пункти
Сільраді були підпорядковані населені пункти:
- с. Гулі
- с. Слобода-Гулівська

## Склад ради
Рада складалася з 14 депутатів та голови.
- Голова ради: Вовк Надія Григорівна
- Секретар ради: Томащук Володимир Олександрович

### Керівний склад попередніх скликань
| Прізвище, ім'я, по батькові     | Основні відомості                                                 | Дата обрання | Дата звільнення |
| ------------------------------- | ----------------------------------------------------------------- | ------------ | --------------- |
| Федоришин Михайло Костянтинович | Сільський голова, 1954 року народження, позапартійна              | 26.03.2006   | 31.10.2010      |
| Вовк Надія Григорівна           | Сільський голова, 1960 року народження, освіта вища, позапартійна | 31.10.2010   |                 |

Примітка: таблиця складена за даними сайту Верховної Ради України

### Депутати
За результатами місцевих виборів 2010 року депутатами ради стали:

#### За суб'єктами висування
| Суб'єкт висування                                       | Кількість обраних депутатів | %    |
| ------------------------------------------------------- | --------------------------- | ---- |
| Партія регіонів                                         | 10                          | 71,4 |
| Політична партія Всеукраїнське об'єднання «Батьківщина» | 4                           | 28,6 |

#### За округами
| № округу                                                | Прізвище, ім'я, по батькові     | Дата визнання обраним | Освіта             | Партійна приналежність                        | Відомості про обраного депутата                     |
| ------------------------------------------------------- | ------------------------------- | --------------------- | ------------------ | --------------------------------------------- | --------------------------------------------------- |
| Партія регіонів                                         |                                 |                       |                    |                                               |                                                     |
| 1                                                       | Бевх Ірина Анатоліївна          | 01.11.2010            | вища               | член Партії регіонів                          | приватний підприємець                               |
| 2                                                       | Охрімовська Ольга Валентинівна  | 01.11.2010            | середня            | позапартійна                                  | Гулівська сільська рада, рахівник-касир             |
| 3                                                       | Томащук Володимир Олександрович | 01.11.2010            | вища               | позапартійний                                 | поштове відділення с. Гулі, завідувач               |
| 4                                                       | Микитюк Володимир Григорович    | 01.11.2010            | вища               | позапартійний                                 | Гулівська загальноосвітня школа, директор           |
| 5                                                       | Олійник Ірина Василівна         | 01.11.2010            | вища               | позапартійна                                  | Гулівська загальноосвітня школа, вчитель            |
| 7                                                       | Коврига Галина Володимирівна    | 01.11.2010            | середня спеціальна | позапартійна                                  | Гулівська сільська рада, бухгалтер                  |
| 8                                                       | Кержа Світлана Володимирівна    | 01.11.2010            | середня спеціальна | позапартійна                                  | фельдшерсько-акушерський пункт с. Гулі, санітарка   |
| 10                                                      | Гарбуз Майя Анатоліївна         | 01.11.2010            | середня спеціальна | позапартійна                                  | фермерське господарство «Аграрій» с. Гулі, вагар    |
| 11                                                      | Чикунда Алла Василівна          | 01.11.2010            | середня спеціальна | член Партії регіонів                          | фельдшерсько-акушерський пункт с. Гулі, завідувачка |
| 13                                                      | Собко Антоніна Іванівна         | 01.11.2010            | середня спеціальна | член Партії регіонів                          | пенсіонер                                           |
| Політична партія Всеукраїнське об'єднання «Батьківщина» |                                 |                       |                    |                                               |                                                     |
| 6                                                       | Муляр Ярослав Дмитрович         | 01.11.2010            | вища               | позапартійний                                 | тимчасово не працює                                 |
| 9                                                       | Кришталь Світлана Павлівна      | 01.11.2010            | вища               | позапартійна                                  | Гулівська загальноосвітня школа, вчитель            |
| 12                                                      | Томащук Світлана Миколаївна     | 01.11.2010            | середня спеціальна | член Всеукраїнського об'єднання «Батьківщина» | тимчасово не працює                                 |
| 14                                                      | Ющишина Юлія Юріївна            | 01.11.2010            | середня спеціальна | член Всеукраїнського об'єднання «Батьківщина» | тимчасово не працює                                 |